# Franklin Anzité
Franklin Anzité, né le 2 novembre 1985 à Bangui en République centrafricaine, est un footballeur franco-centrafricain. Il évolue comme défenseur.

## Biographie

### Parcours en club
Né à Bangui en République centrafricaine, il commence sa carrière junior avec l'équipe B du club français de l'AC Ajaccio.
Le 13 mai 2006, il prend part à son premier match officiel sous le maillot ajaccien lors de la 38e journée de Ligue 1 face à Saint-Étienne, il entre à la 86e minute de jeu en remplaçant Kamel Chafni (victoire 3-1). Il prend part à 7 matchs en Ligue 2 durant la saison 2006-07.

### Parcours en sélection
Il est appelé par le sélectionneur Jules Accorsi dans la sélection de République centrafricaine pour le premier match de qualification à la Coupe d'Afrique des Nations 2012 contre le Maroc le 4 septembre 2010. Titulaire, il réalise une grande partie et permet à son équipe, bonne dernière au classement FIFA de réaliser l'exploit en tenant la sélection marocaine en échec.

## Statistiques de carrière
| Saison                | Club                  | Championnat           | Championnat | Championnat | Coupe nationale | Coupe nationale | Coupe de la Ligue | Coupe de la Ligue | Compétition(s) continentale(s) | Compétition(s) continentale(s) | Compétition(s) continentale(s) | Sélection | Sélection | Total | Total |
| Saison                | Club                  | Division              | M.          | B.          | M.              | B.              | M.                | B.                | Comp.                          | M.                             | B.                             | M.        | B.        | M.    | B.    |
| 2005 - 2006           | AC Ajaccio            | Ligue 1               | 1           | 0           | 0               | 0               | 0                 | 0                 | -                              | -                              | -                              | -         | -         | 1     | 0     |
| 2006 - 2007           | AC Ajaccio            | Ligue 2               | 7           | 0           | 0               | 0               | 1                 | 0                 | -                              | -                              | -                              | -         | -         | 8     | 0     |
| 2007 - 2008           | Swindon Town          | League One            | 0           | 0           | 0               | 0               | 0                 | 0                 | -                              | -                              | -                              | -         | -         | 0     | 0     |
| 2007 - 2008           | Weymouth              | Conference            | 14          | 0           | 0               | 0               | 0                 | 0                 | -                              | -                              | -                              | -         | -         | 14    | 0     |
| 2008 - 2009           | FC Libourne           | National              | 7           | 0           | 2               | 1               | 1                 | 0                 | -                              | -                              | -                              | -         | -         | 10    | 1     |
| 2009 - 2010           | FC Martigues          | CFA                   | 10          | 1           | 0               | 0               | 0                 | 0                 | -                              | -                              | -                              | 2         | 0         | 12    | 1     |
| 2011                  | Étoile                | S.League              | 18          | 0           | 4               | 1               | 0                 | 0                 | -                              | -                              | -                              | 5         | 0         | 27    | 1     |
| 2012                  | Home United           | S.League              | 14          | 1           | 2               | 1               | 3                 | 0                 | AC                             | 7                              | 1                              | 4         | 0         | 30    | 3     |
| Total sur la carrière | Total sur la carrière | Total sur la carrière | 71          | 2           | 8               | 3               | 5                 | 0                 | -                              | 7                              | 1                              | 11        | 0         | 102   | 6     |